# Lisa Miskovsky
Lisa Maria Miskovsky, född 9 mars 1975 i Holmsund i Västerbottens län, är en svensk musiker, programledare och expertkommentator. Hon har även aktivt ägnat sig åt idrott, bland annat snowboard och ishockey. Miskovsky har för sin musik vunnit en Grammis och fyra Rockbjörnar. Lisa Miskovsky debuterade som värd för Sommar i P1 den 22 juli 2019.

## Biografi

### Tidiga år
Miskovskys far kommer från Tjeckoslovakien och hennes mor från Finland. Fadern var kontrabasist och lärde känna Miskovskys mor under ett turnébesök i Helsingfors i början av 1970-talet. Hon föddes i Holmsund  i Västerbotten och bodde i byn Vännfors fram till årskurs 7, då hon gick i skola i Vännäsby. Då hon var 12 år gammal flyttade familjen till Umeå, och Miskovsky gick därefter högstadiet på Grubbeskolan. Då hade hon redan uppmärksammats för sina egenkomponerade låtar. Under högstadietiden gjorde hon sin TV-debut i Café Umeå, där hon medverkade som del av rockbandet Lipstick bestående av fyra tonårsflickor.
1993 började Miskovsky åka snowboard, samtidigt som hennes musikintresse ledde till piano- och gitarrträning. Senare skulle hon börja åka runt på olika musikspelningar. Detta skedde parallellt med snowboardkarriären, där hon bland annat kom att bli medlem av svenska snowboardlandslaget.

### Musikkarriär
Debutalbumet Lisa Miskovsky kom ut den 25 april 2001. Miskovsky belönades 2002 med två Rockbjörnar, i kategorierna Årets svenska nykomling och Årets svenska kvinnliga artist. Hennes andra album, Fallingwater, släpptes i oktober 2003 och producerades av Joakim Berg i Kent. För detta album tilldelades hon priset för Årets kvinnliga artist på Grammisgalan 2004. Hon har även medverkat på In Flames album Come Clarity (låten "Dead End").
År 2006 tilldelades hon Norrlandsförbundets utmärkelse Olof Högbergplaketten för en populärmusikalisk kulturgärning med stor genomslagskraft. Året efter fick hon motta två nya Rockbjörnar, som Årets svenska kvinnliga artist och Årets svenska album.
År 2008 skrev och medverkade hon i låten "Still Alive" som är temalåten för det svenskproducerade spelet Mirror's Edge, som hade världspremiär 11 november samma år.

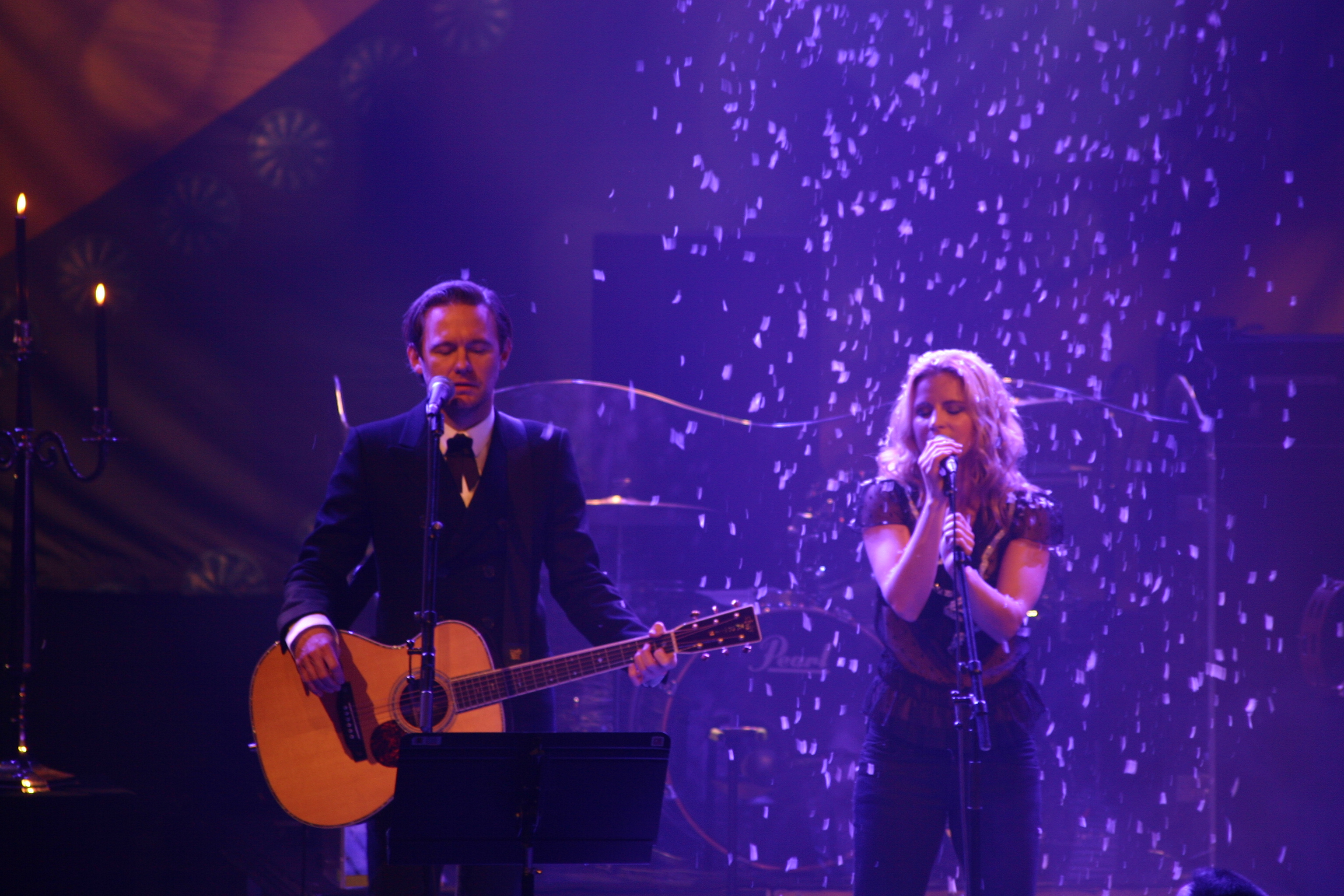
Lisa Miskovsky och Joakim Berg under en konsert på Cirkus i Stockholm.

### TV och musikskrivande
Under våren 2011 medverkade hon i Körslaget i TV4. Året därpå medverkade hon för första gången i Melodifestivalen med låten "Why Start a Fire". Med låten gick hon direkt till final och hamnade där på nionde plats.
Förutom egen musik skriver Miskovsky även för andra artister. Bland annat har hon skrivit Backstreet Boys världshit Shape of My Heart.

### Sportintresse
Lisa Miskovsky har varit aktiv i flera idrotter, inte bara i snowboard. Bland annat har hon spelat ishockey i Björklövens damlag. Vid vinter-OS 2014 i ryska Sotji var Miskovsky sportreporter för Viasat.
Hon var även programledare på TV3:s morgonsammanfattningar under sommar-OS 2016.

## Familj
Miskovsky gifte sig 2003 med den norske snowboardåkaren Marius Sommer; de skilde sig 2014. De har två döttrar tillsammans, Elvira och Elsa, födda 2007 respektive 2010. Sedan 2017 är Miskovsky sambo med Jens Persson (född 1978). Hon är äldre syster till Carolina Miskovsky samt yngre syster till Nina Miskovsky.

## Diskografi

### Studioalbum
- 2001 – Lisa Miskovsky (återutgiven 2004, innehållande sex bonusspår)
- 2003 – Fallingwater
- 2006 – Changes
- 2011 – Violent Sky
- 2013 – Umeå
- 2019 – Bottenviken

### EP
- 2019 – Home
- 2023 – Eljest[12]

### Singlar
- 2001 – "Driving One of Your Cars"
- 2001 – "What If"
- 2002 – "Quietly"
- 2003 – "Alright (Med The Lost Patrol) (Burning Heart Records)
- 2003 – "Lady Stardust"
- 2004 – "Sing to Me"
- 2004 – "A Brand New Day"
- 2006 – "Mary"
- 2006 – "Sweet Misery"
- 2006 – "Acceptable Losses"
- 2008 – "Still Alive"
- 2010 – "Lover"
- 2011 – "Got a Friend"
- 2012 – "Why Start a Fire"
- 2013 – "Wild Winds"
- 2019 – "Love Somebody"
- 2019 – "Run For Cover"

### Melodier på Svensktoppen
- 2003/2004 – "Lady Stardust"
- 2004/2005 – "A Brand New Day"
- 2006 – "Mary"[13]
- 2012 – "Why Start a Fire"[14]

Missade listan
- 2001 – "Pärlor av plast"

### Övriga
- 2000 – Det blir aldrig som man tänkt sig (Medverkade med låten "Pärlor av plast" till soundtracket)[15]
- 2005 – Kent - "Max 500" medverkar hon på B-sidan "Välgärningar & illdåd".[16]
- 2006 – Come Clarity (Medverkade på låten "Dead End")
- 2007 – "To Know Him Is to Love Him" Lisa sjöng en duett på Jill Johnsons Music Row.
- 2008 – Last Year's Songs - Greatest Hits (samlingsalbum) innehållande den nyinspelade låten "Another Shape of My Heart" som var ursprungsversionen till "Shape of My Heart". Texten ändrades när Backstreet Boys spelade in låten.
- 2008 – "Mirror's Edge"(datorspel) med låten "Still Alive" i samarbete med svenska spelutvecklarföretaget Digital Illusions CE.